# 賜物
『賜物』（たまもの、ロシア語: Дар、英語: The Gift）は、ウラジーミル・ナボコフがロシア語で書いた最後の長編小説で、ベルリン在住中の1935年から1937年に執筆され、ウラジーミル・シーリンの筆名で『現代雑記』に連載された。かなり難解ながら、ロシア語時代のナボコフの最高傑作の一つと考えられている。

## 概要
本書の第4章にあたるニコライ・チェルヌイシェフスキーの伝記小説は、雑誌から掲載を拒否されたため、1952年にニューヨークで完全版が出版されるまで活字化されなかった。ナボコフの息子であるドミートリ―が第1章を英語に翻訳し、マイケル・スキャメルが残りの4章の英訳を完成させた。ナボコフ自身も1961年に全ての章の翻訳をチェックし、英語初版が1963年に出版された。
小説の主人公はロシア革命後にベルリンに亡命してきた若き作家であるフョードル・コンスタンチノヴィチ・ゴドゥノフ＝チェルディンツェフである。彼の文学的野心と芸術家としての成長、ジーナ・メルツとの恋愛がこの小説の軸になっている。第5章（最終章）で、フョードルが『賜物』とよく似た小説を書く構想を語る通り、この本全体をメタフィクションとみなして主人公のフョードルが晩年に書いた小説だと考えることも可能であるが、これが唯一の解釈ではない。
ナボコフはBBCのインタビューに答えて、フョードルの存在は自分が書いた登場人物は全員がグロテスクで悲劇的な人生を送ったわけではないことを示す良い例だと語っている。彼いわくフョードルは「本物の愛と、自分の才能に早くから自覚的であるという恩恵に浴している」。

## プロット

### 第1章
フョードル・コンスタンチノヴィチ・ゴドゥノフ＝チェルディンツェフは、1920年代にベルリンで暮らす亡命ロシア人で、詩集を出版したばかりである。この章は、彼がタンネンベルク通り7番地にある下宿先に引っ越してくる場面から始まる。語り手は彼の詩を引用しつつ、その幼年時代をたどる。詩には、革命前にサンクトペテルブルクとゴドゥノフ＝チェルディンツェフ家の領地であるレシノで姉のターニャと過ごした思い出が反映されている。
アレクサンドル・ヤーコヴレヴィチ・チェルヌイシェフスキーから彼が書いた詩を褒める電話がかかってきて、新聞に掲載された好意的な書評を読むからパーティーに来るようにと誘いを受けた。フョードルはパーティに出席したが、チェルヌイシェフスキーの誘い文句はエイプリルフールの悪い冗談で、彼の詩を取り上げた書評などいないことがわかった。チェルヌイシェフスキーには、フョードルに顔が似ていて詩も好きだったヤーシャという息子がいた。このヤーシャは三角関係の愛のもつれの末に自殺をしていた。ヤーシャの母アレクサンドラ・ヤーコブレブナは息子の悲劇的な生涯のことを書くように求めてきたが、フョードルは断った。ヤーシャの死後に、父のチェルヌイシェフスキーは間歇的に精神発作に襲われるようになっていた。帰宅したフョードルは、新居の前で鍵を間違えて持ってきたことに気づく。しばらく待っていると、別の住人が戻ってきたので自分の部屋に入ることができた。
フョードルは新生活を始めて最初の夏をだらだらと過ごしたが、秋には亡命ロシア人の文学サークルに参加し、そこで自分のライバルとみなすコンチェーエフと出会う。この催しでは新作の戯曲の朗読があったが、それはひどく退屈なものだった。フョードルは帰りしなにコンチェーエフとロシア文学の歴史について生き生きと語り合う（しかしこの対話の大部分は創作であることが後に明らかになる）。

### 第2章
フョードルは家庭教師の仕事に向かうため、路面電車に乗りながらロシアの自然について夢想する。しかしついに人混みに耐えかねて、行く途中で家に帰ることにした。彼の母親のエリザヴェータ・パーヴロヴナがパリから息子をたずねてやってくる。音信不通のフョードルの父親がいまにも帰ってくるという思いを母と共有していることにフョードルは気づく。母がパリに帰ってしまう前に、2人で文学の夕べに出席し、そこでフョードルは自作の詩を朗読した。母がいるときには気づかなかったのだが、彼女の存在とプーシキンの研究から彼は大いに作家としてのインスピレーションを得ていた。フョードルは母に自分の新しい思い付きについて協力を求める。それは父親であるコンスタンチン・キリロヴィチについての本を書くことだった。彼は資料を渉猟し、祖父であるキリル・イリイチについて書いたスホシチョーコフの回想にもあたる。
祖父は賭博好きでアメリカで一財産を築き、そして賭博ですってそれを失い、ロシアに帰ってきた過去を持っていた。そしてフョードルは冒険家であり鱗翅類学者としての父親の生涯に焦点を移し、父の1885年から1918年までのシベリアから中央アジアまでの旅をたどる。フョードルが父と出かけたのは地元でのちょっとした旅行だけだったが、彼はそこで蝶に対する愛を吹き込まれたのである。そして、父に付き添って行く東への旅を夢想する。彼の父は1916年に最後の旅に出発し、そして行方がわからくなったままだ。フョードルの執筆活動は、アパートの立ち退きを迫られて中断せざるを得なくなる。チェルヌイシェフスキー夫人の協力もあって、シチョーゴレフ家に新しい部屋が見つかった。フョードルはいままで借りていたプーシキン通りの部屋に別れを告げて、ゴーゴリ通りにある新居に引っ越した。

### 第3章
この章は主人公の一日の描写で始まる。朝方はシチョーゴレフ家が起きてから出かけるまでの物音が騒々しい。やがて静かになるとフョードルは詩について思索を重ね、詩人としての自分の成長について思いをはせる。そのまま昼になり、彼はシチョーゴレフ家と昼食をともにする。シチョーコフは政治談議に夢中で、その妻のマリアンナ・ニココラエヴナは料理と片づけをしている。娘のジーナ・メルツは疲れていて愛想が悪い。午後にフョードルは家庭教師に出かけ、途中で寄った本屋でコンチェーエフの詩集『報せ』を目にした。コンチェーエフの本は酷評を受けていたが、的外れな批判だと彼は考えていた。彼はソビエトのチェス雑誌『8x8』に載っていた「チェルヌイシェフスキーとチェス」という記事にも目を通した。編集者ワシーリエフのところにも寄ってから帰宅したフョードルは、自分の部屋で夕食をとると、ジーナに会いに出かけた。彼女は以前からフョードルのことを知っており、彼の詩集を持ってサインを頼んできたこともあった。2人は恋に落ちて毎晩のように会うようになるが、ジーナは家の中で2人の関係を内緒にすることを約束させる。
ジーナは母の連れ子で、その家庭環境は複雑だった。彼女は法律事務所に勤め、事務のかたわら仕事で翻訳もしていた。フョードルはある冗談がきっかけでチェルヌイシェフスキーの著作を読みふけるようになり、ついには本気で伝記を書くつもりになる。なぜプーシキンでないのかと聞かれたフョードルは「射撃の練習」と答えるのだった。彼はチェルヌイシェフスキーの資料を集めながら19世紀ロシア文学との関りをたどり「蓄積から創造」の段階に進んだ。ジーナはフョードルの恋人であり、よき読者だった。フョードルは完成して清書した原稿をワシーリエフに渡すが「恥知らずで、反社会的で、自分勝手なおふざけ」と断言され、出版を断られた。しかし文学サークルで下手な戯曲を朗読していた男から紹介された出版社で、本を出せることになった。

### 第4章
この章は、「チェルヌイシェフスキーの生涯」と題した小説内小説であり、フョードルが書いた19世紀ロシアの思想家チェルヌイシェフスキーの伝記の全文である。フョードルはチェルヌイシェフスキーの人柄や文学や芸術に対する見方を嘲弄的に描いているが、伝記的事実そのものはかなり正確である。

### 第5章
「チェルヌイシェフスキーの生涯」が出版されると、「スキャンダルの嵐を告げる雰囲気がうまい具合に造られ、それが本の需要を高めた」。亡命ロシア人の文学界では批判的な書評が多かったが、コンチェーエフの反応はとても好意的だった。フョードルはこの本をアレクサンドル・ヤーコヴレヴィチ・チェルヌイシェフスキーには見せることができなかった。といのも彼はつい最近亡くなったからだ。アレクサンドル・ヤーコヴレヴィチの葬式に出たフョードルは、帰り道で作家のシーリンと一緒になる。シーリンからは、ドイツ在住ロシア文学者協会の活動に参加してくれないかと頼まれた。フョードルはそれを断ったが、総会には顔を出し、その内輪もめに立ち会った。
シチョーゴレフはコペンハーゲンで仕事をみつけたので、ベルリンにジーナを置いて夫婦で家を出ることになった。フョードルは気分をよくし、グルーネヴァルトの松林に散歩に出かけた。彼は林のなかでコンチェーエフに出会い、再び文学談義をかわすが、それはフョードルの空想だった。茂みの奥には入り江があったので時間をかけて泳いだが、岸に戻ってみると家の鍵ごと服を盗まれていた。仕方がなく彼は半裸のまま家まで戻る。帰宅して眠りについた彼は、父親が帰ってくる夢をみた。翌朝、シチョーゴレフ夫妻が出発していった。予定通りジーナはベルリンに残った。フョードルは新しい小説の構想を思いつき、いつかそれを完成させることを誓う。2人はレストランで夕食をとり、ジーナは彼に「あなたはきっと、これまでになかったような作家になると思う」と伝える。手元に残った金はわずかで、鍵をアパートに忘れてきたことにも気づいていないけれども、2人は幸せだった。フョードルはジーナと運命に感謝をしながら帰路につく。

## 1962年の序文
『賜物』はナボコフが母語であるロシア語で書いた最後の小説である。1962年に書かれた序文には、この小説が1935年から1937年にベルリンで書かれ、最後の章は1937年にフレンチ・リヴィエラで完成したとある。はじめパリで亡命ロシア人が出していた『現代雑記』で連載されたが、第4章は省略された。ナボコフはこのことを「人生が芸術を非難しながらも、その芸術そのものを模倣せざるを得なくなる好例」と呼んでいる。小説全体が出版されるのは、1952年を待たねばならなかった。この小説にはナボコフの自伝的な要素がいくつも見いだせるが、彼は自分がフョードルではなく、父親もアジアの探検家ではなく、「ジーナ・メルツを口説いたこともない」と述べて、「デザインとデザイナー」を混同することを読者に戒めている。フョードルのドイツ嫌いは、ナボコフが執筆時に経験した「むかつくような独裁政権」が影響しているという。この小説は、ベルリンに代表される第一次世界大戦後のヨーロッパにおける亡命ロシア人社会を連想させるが、この結束が強く、しかし短命であった社会は序文を書いた時点では「幻影」のようになっていると彼は言う。ナボコフはこの序文で、作者なりに『賜物』を要約している。
〔『賜物』の〕ヒロインはジーナではなく、ロシア文学である。第一章の筋書きはフョードルの詩を中心に展開する。第二章ではフョードルはプーシキンに向かって突き進みながら文学者として腕を磨き、父の動物学のための探検旅行を描こうと試みる。第三章はゴーゴリに重心を移すが、この章の本当の中核になっているのはジーナに捧げられた愛の詩である。チェルヌイシェフスキーについてのフョードルの本は、ソネットの中に組み込まれた螺旋のようなもので、これが第四章を引き受けている。最終章はそれまでの主題をすべて結び合わせ、フョードルがいつの日にか書きたいと夢見る『賜物』という名前の本の輪郭をぼんやりと浮かび上がらせる。若い恋人たちが退場した後、読者の想像力は果たしてどれほど遠くまでこの二人を追うことができるだろうか。

## 父の蝶
『賜物』には「父の蝶」という付録的な作品があり、本作の完成後に書かれたとされている。ナボコフ没後に、息子ドミートリ―による翻訳が出版され、のち2000年に出版したブライアン・ボイド編の「ナボコフの蝶」に収録された。日本語訳は新潮社「ナボコフコレクション4」に収録。

## 作品
『賜物』は亡命者のロシア文学のなかでも「最もオリジナリティがあり独創的で、知的興奮を呼び起こす」（サイモン・カーリンスキー）作品であるが、同時にナボコフのロシア語の小説のなかでも特に「難解」であるとされている。構成も複雑であり、発表当初は好意的に受け入れられたとは言い難かった。つまり無視されるか、ロシア文学に対する扇情的な批判とみなされた。
初期の評論では、フョードルの芸術家としての成長を描いた小説とされていた。アレクサンドル・ドリーニンはそうした見方にかわって、『賜物』を「愛の告白に近い」小説と表現している。つまり「作者の作品への愛、作品の作者への愛、息子の父への愛、亡命者の祖国への愛、言語とそれを愛する人への愛、世界の美しさへの愛、最後になったがもっとも重要な、読者への愛である」。ドナルド・バートン・ジョンソンは「フョードルの芸術家としての成長とジーナとの交際という二つのプロットに沿って、チェスのゲームのように展開される、贈り物としての芸術こそが『賜物』のテーマ」だと述べている。さらにジョンソンは『賜物』における鍵というライトモチーフに注目し、この小説を、正しい「鍵」（となる手）を見つけないと解くことのできないチェスプロブレムになぞらえている。
この小説にはそれ以外にも時間、現実、自然、愛、両親、ロシア、文学、芸術、死、光、色彩、夢、旅行、亡命など様々なモチーフが展開されている。また小説や詩が作品に埋め込まれており、「架空の」作者が「本物の」伝記を書くというパラドックスも提示されている。語り手は一人称と三人称、現在と過去を自由に行き来しており、夢にも現実と同じ存在感が与えられている。また「メビウスの帯のような」（ドリーニン）円環構造を持った小説であり、結末において語り手であり主人公であるフョードルは、まさに読者が読んでいるところの小説をこれから書こうとする。
ベン・エイモスはこの小説における文学の役割を分析し、詩人であるフョードルが語り手であり主人公である通り「現実世界の反映というだけでなくむしろ中心的な要素」であり、ジーナとフョードルの愛も文学と相互に関係しており、それなしでは考えられないと述べている。同様に、イリーナ・パペルノは文学と現実が対等な立場で相互に作用しており、入れ替えることすら可能であると指摘している。
ブライアン・ボイドはまた違った角度からこの小説をみており、『賜物』はフョードルの父の「完全ではないが報われた」生涯をテーゼとして、チェルヌイシェフスキーの（挫折と失望の）生涯をヘーゲル的なアンチテーゼとして描き、フョードルの生涯がその総合を果たすと論じている。実際、小説の最期にフョードルは、自分の過去の失敗がジーナと自分を結びつけ、自分の芸術を発展させるというもっと大きな運命というデザインの一部だったのだと理解する。
各章はロシア文学における詩人や小説家に捧げられている。第1章と第2章はプーシキン、第3章はゴーゴリ、第4章の小説内小説はロシアの「風刺の父」とも呼ばれるミハイル・サルトィコフ＝シチェドリンのそれである。

## 日本語訳
- 『賜物』大津栄一郎 訳、白水社「新しい世界の文学」、1967年。
- 『賜物』大津栄一郎 訳、福武書店（福武文庫）上・下、1992年。
- 『賜物』沼野充義 訳、河出書房新社「世界文学全集」、2010年。
- 『賜物・父の蝶 ナボコフ・コレクション4』沼野充義 訳、新潮社、2019年。後者は小西昌隆 訳

## 文献
- Stephen H. Blackwell Boundaries of Art in Nabokov's The Gift: Reading as Transcendence Slavic Review, Vol. 58, No. 3 (Autumn, 1999), pp. 600–625
- Салиева Л.К. Риторика "Дара" Набокова. Реконструкция изобретения.М.:Флинта:Наука,2005.- 136 с. が(Salieva L.K。サリエワ「ナボコフ『賜物』のレトリック」)
- Салиева Л.К. Риторика романа Владимира Набокова "Дар". Фигура мысли. М., МГУ, 2012